# هتل هالیوود (فیلم)
هتل هالیوود (انگلیسی: Hollywood Hotel) فیلمی در ژانر موزیکال و کمدی رمانتیک به کارگردانی بازبی برکلی است که در سال ۱۹۳۷ منتشر شد. از بازیگران آن می‌توان به دیک پاول، تد هیلی، رونالد ریگان، فریتس فلد، رزماری لین، لولا لین و بنی گودمن اشاره کرد.

## خلاصه داستان
مونا مارشال نقشی رؤیایی اش در یک فیلم جدید را از دست می‌دهد و این امتیاز به بازیگر دیگری می‌رسد. او برای اعتراض به این کار، در مراسم افتتاحیه فیلمی که اخیراً بازی کرده بود، حاضر نمی‌شود. اما این غفلت مونا، باعث می‌شود بازیگر دیگری به نام ویرجینیا استنتون جای او را بگیرد و…